# Enneapterygius genamaculatus
Enneapterygius genamaculatus är en fiskart som beskrevs av Holleman 2005. Enneapterygius genamaculatus ingår i släktet Enneapterygius och familjen Tripterygiidae. Inga underarter finns listade i Catalogue of Life.